# Ричмондшир
Ричмондшир (англ. Richmondshire) — неметрополитенский район (англ. non-metropolitan district) в церемониальном неметрополитенском графстве Норт-Йоркшир.
Административный центр — город Ричмонд.
Район расположен в северо-западной части графства Норт-Йоркшир, граничит с графствами Камбрия и Дарем.

## Состав
В состав района входят 4 города:
- Ричмонд
- Колберн (англ.)
- Лейберн (англ.)
- Мидлхем (англ.)

и более 90 общин (англ. civil parish).